# Love Is …
"Love Is …" (tradução portuguesa: "O amor é …") foi a canção que representou o Reino Unido no Festival Eurovisão da Canção 1985, interpretada em inglês por Vikki Watson. A canção tinha letra e música de James Kaleth e Vikki Watson.
Vikki ganhou o direito de representar o Reino Unido em Gotemburgo por ter vencido na final no Reino Unido, no programa A Song for Europe, onde ela foi a primeira a interpretar a canção naquele programa. Em Gotemburgo,  canção britânica foi a 14.ª a ser interpretada,  depois da canção "La det swinge", interpretada pela banda Bobbysockse antes da canção suíça "Piano, piano", interpretada por Mariella Farré e Pino Gasparini. A canção britânica terminou em quarto lugar, recebendo 100 pontos.
A canção é uma balada contemporânea sobre um homem e uma mulher em que ambos têm medo que seja a cabeça a dominar num assunto deamor; enquanto ambos querem ser amados um pelo outro, ambos estão deixando a cabeça a regular os corações. No coro, Vikki canta que o amor é um produto de desisões impulsivas tal como "ter sorte em dois corações baterem como um".
Em termos de vendas, não passou do 49.º lugar do top de vendas britânico.